# Tony Malaby

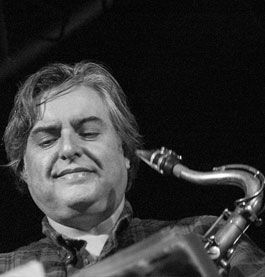
Tony Malaby (2014)

Tony Malaby (* 1964 in Tucson/Arizona) ist ein US-amerikanischer Jazz-Saxophonist.

## Leben und Wirken
Malaby wuchs in Tucson auf und besuchte ab 1990 das William Paterson College in New Jersey. Er lernte in New York City den Organisten Joey DeFrancesco kennen, als dessen Sideman er ein Jahr lang wirkte. In der Folge arbeitete er mit mehreren Bands und Musikern: mit Charlie Hadens Liberation Music Orchestra, Paul Motians Electric Bebop Band, Mark Helias’ Open Loose und Fred Herschs Quintett und seinem Walt Whitman project, außerdem mit Mario Pavone, Bobby Previte, Tom Varner, Marty Ehrlich, Sunna Gunnlaugs, Mark Dresser und Kenny Wheeler. In diese Zeit fällt auch der Beginn seiner Zusammenarbeit mit Michael Formanek in einer Band mit Tom Rainey und Marty Ehrlich.
1993 erschien sein erstes Album als Co-Leader Cosas mit Joey Sellers und Michael Formanek. 1996 spielte er mit dem Trompeter Dave Scott die CD Quartet ein. 2000 erschien sein erstes eigenes Album Sabino. Es folgten Apparitions (mit Tom Rainey, Michael Sarin und Drew Gress, 2003), Alive in Brooklyn (Mitschnitt aus dem Barbès (Brooklyn), mit Angelica Sanchez und Tom Rainey, 2004) und Adobe (mit Drew Gress und Paul Motian, 2004). Auf seinem Album Paloma Recio widmete er sich neben eigenen Kompositionen, die er mit Ben Monder, Eivind Opsvik und Nasheet Waits interpretierte, der Musica Calada von Frederic Mompou. In seinem Trio Tamarindo spielte er 2012 mit William Parker und Nasheet Waits bzw. Mark Ferber. 2014 legte er das Album Somos Agua vor. Malaby lebt in New Jersey. 2017 veröffentlichte er bei Clean Feed Records mit Mat Maneri und Daniel Levin das Album New Artifacts. Im Bereich des Jazz war er laut Tom Lord zwischen 1979 und 2019 an 140 Aufnahmesessions beteiligt. Anfang 2022 legte er das Album The Cave of Winds vor.

## Diskographische Hinweise
- Jorrit Dijkstra: Pillow Circles (Clean Feed, 2010)
- Tony Malaby's Tubacello: Scorpion Eater (Clean Feed, 2013), mit Christopher Hoffman, Dan Peck, John Hollenbeck
- Tony Malaby Paloma Recio: Incantations (Clean Feed, 2015), mit Ben Monder, Eivind Opsvik, Nasheet Waits
- Tony Malaby Trio: Artefact Remolino Tres (2016), mit Juan Pablo Arredondo, Carto Brandan
- Michael Formanek Elusion Quartet: Time Like This (Intakt, 2018)
- 2019 –  Nick Fraser / Kris Davis / Tony Malaby: Zoning, mit Ingrid Laubrock, Lina Allemano
- Harris Eisenstadt: Old Growth Forest II (2020)
- Turnpike Diaries Volume 1 (2021)
- Turnpike Diaries Volume 2 (2021), mit Michael Formanek, Mark Ferber
- Ben Monder, Tony Malaby, Tom Rainey: Live at the 55 Bar (Sunnyside, 2021)
- Turnpike Diaries Vol. 3: Big Mammals (2021), mit William Parker, Billy Mintz
- Turnpike Diaries Volume 4 (2021), mit Christopher Hoffman, William Parker, Billy Mintz
- Jersey Candombe (Turnpike Diaries Volume 5) (2021), mit Kenny Warren, Billy Mintz, Ches Smith, Flin van Hemmen, Sean Ali, Brandon Lopez
- Ben Monder, Tony Malaby, Tom Rainey: Live in Lisbon (2022)
- (D)ivo Saxophone Quartet: (D)ivo (Mahakala Music, 2022)
- Whit Dickey Quartet: Root Perspectives (TAO Forms, 2022)
- Michael Formanek Elusion Quartet: As Things Do (Intakt, 2023)